# Parasmittina munita
Parasmittina munita är en mossdjursart som först beskrevs av Walter Douglas Hincks 1884.  Parasmittina munita ingår i släktet Parasmittina och familjen Smittinidae.
Artens utbredningsområde är Mexikanska golfen. Inga underarter finns listade i Catalogue of Life.